# 余长春
余长春（1941年—），中国前男子乒乓球运动员。他曾获得1965年世界乒乓球锦标赛男子双打铜牌、1973年世界乒乓球锦标赛混合双打银牌。